# Корзун Павло Петрович
Корзун Павло Петрович (27 вересня 1892, село Клешево, Слуцький повіт, Мінська губернія, Російська імперія — 16 вересня 1943, село Березова Лука, Гадяцький район, УРСР) — радянський воєначальник, генерал-лейтенант (1942). Загинув під час Другої світової війни.

## Біографія
Народився в селянській родині в селі Клешево, яке нині перебуває в складі Мінської області Білорусі. Білорус.
Учасник Першої світової війни, воював у рядах 2-го Курляндського лейб-гвардії уланського полку.
У Червоній армії — з 1918 року. Учасник громадянської війни в Росії, служив у штабах на канцелярських посадах, потім командував кавалерійським ексадроном. Брав участь у боях з басмачами, за що був нагороджений орденом «Бухарської Червоної Зірки і півмісяця» 2-го ступеня Бухарської народної радянської республіки.
Після завершення навчання в Ленінградській кавалерійській школі (1924) командував кавалерійським полком в Середній Азії. У 1932—1934 роках — помічник інспектора кавалерії РСЧА. Закінчив особливий факультет Військової академії імені Фрунзе (1936). Із 1937 року — командир 9-ї кавалерійської дивізії. Із 1939 року — викладач Військової академії імені Фрунзе.

### Німецько-радянська війна
На початку німецько-радянської війни генерал-майор Корзун командував 219-ю моторизованною дивізією 25-го механізованого корпусу Центрального фронту. За успішні бойові дії був нагороджений орденом Червоного Прапора. Але 19 серпня 1941 року звільнений з посади комдива за відступ в районі Гомеля. В той же день був важко поранений.
Із жовтня 1941 року — начальник тилу 38-ї армії. У січні-травні 1942 року — командир 8-го кавалерійського корпусу. У травні 1942 — червні 1943 року — командувач 3-ї армії Брянського фронту. Під час Курської битви — в розпорядженні командування Степового фронту.
Із серпня 1943 року Корзун командував 47-ю армією Воронезького фронту. Відзначився під час Бєлгородсько-Харківської наступальної операції. На початку вересня 1943 року армія вела запеклі бої за Гадяч. 16 вересня 1943 року автомобіль генерала підірвався на міні неподалік від Гадяча. Там же він і похований.

## Військові звання
- Полковник (1935)
- Комбриг (17 лютого 1938)
- Генерал-майор (4 червня 1940)
- Генерал-лейтенант (3 травня 1942)

## Нагороди
Був нагороджений двома орденами Червоного Прапора (17 березня 1942 — за бої влітку 1941 року; 27 серпня 1943 — за Курську битву), орденом Бухарської республіки, медаллю «ХХ років РСЧА».

## Вшанування пам'яті
У місті Гадяч є вулиця Корзуна. Також вулиця є у селі Березова Лука.